# Congrés Nacional Pedagògic de 1888
El Congrés Nacional Pedagògic celebrat al paranimf de la Universitat de Barcelona, en paral·lel a l'Exposició Universal de 1888, fou un important pas vers el reconeixement de la llengua catalana en l'àmbit escolar. Fou Organitzat per l'Associació de Mestres Públics de la província de Barcelona .
Frustrada la Revolució de Setembre, a partir de la Restauració de la monarquia borbònica van aflorant a Catalunya reivindicacions de la llengua i la cultura pròpies. Exemples en són el Memorial de Greuges de 1885, el Missatge a la Reina Regent de 1888 o les Bases de Manresa de 1892, on es destacava la necessitat de la presència del català a l'ensenyament. Són aquestes unes mostres d'un ampli moviment d'educadors que tradueixen pedagògicament les aspiracions i anhels de la Renaixença. Tot preocupant-se per defensar el català a l'escola, justament quan són més dures les polítiques per postergar-lo.
Al congrés hi assistien 510 congressistes que d'alguna manera representaven el tram del magisteri espanyol més preocupat per l'educació i, alhora, amb mitjans per assistir-hi. Entre els participants s'hi troben moltes de les personalitats més significatives del magisteri català.
Les anàlisis i propostes del congrés tingueren un important ressò a escala estatal. Es plantejà accions per a la dignificació professional dels mestres i la seva formació; les reformes urgents que calia abordar al sistema educatiu; la demanda de fer obligatòria l'escolarització fins als dotze anys; la greu necessitat de locals adequats i de materials escolar i altres afers. Entre els quals cal destacar la relació entre llengua de l'alumnat i escola.

## El problema de la llengua escolar
La introducció de la llengua catalana en l'àmbit de l'escola primària topava amb l'oposició de les autoritats educatives centrals que imposaven la legalitat i prohibien les tímides accions catalanitzadores. A aquest fet calia sumar-hi la resistència dels mestres vinguts d'altres contrades, que desconeixien la llengua del país, i l'actitud contrària de partits polítics de caràcter jacobí. També la manca de llibres i textos escolars en català era un entrebanc pràctic important.
En la tensió entre l'assimilisme i el recobrament i manteniment de la cultura pròpia cal situar la discussió sobre la llengua i l'escola que es realitzà durant l'Exposició de 1888. És en aquest context que s'ha d'enquadrar la moderada proposta dels mestres catalans durant el Congrés Pedagògic de Barcelona que se cenyiren a fer un plantejament molt tècnic de la qüestió. Ja que, al cap i a la fi, la llengua escolar constituïa un problema en els territoris amb llengua pròpia i distinta de la castellana.
Els mestres de Catalunya són conscients que la llengua escolar és una de les dificultats més greus en aquells territoris on la majoria dels seus habitants parlaven la llengua pròpia del país. S'esperava que aquest plantejament tècnic no despertaria prejudicis o la fàcil desqualificació de «regionalismo» per esquivar encarar-se pedagògicament amb la problemàtica.
Tenint present aquesta situació, la temàtica fou abordada en la cinquena sessió del congrés sota el títol: “En las provincias del Norte y del Este de España, donde no es nativa la lengua castellana, ¿qué procedimientos deben emplearse para enseñarla a los niños?” Sense abordar el problema polític de fons.
Fou encarregat de defensar la proposta de resolució de la ponència Ignasi Ferrer i Carrió mestre de les Escoles Municipals de Barcelona i filòleg. El qual insistí en la necessitat de “trobar el procediment més propi, més científic, per a ensenyar la llengua castellana als que, essent espanyols, parlen una altra llengua.” Tot assenyalant la realitat d'Euskadi, del domini lingüístic del català i de Galícia on la majoria de la població no comprenia altra llengua que la pròpia. Simplement, el ponent plantejà la incorporació de la llengua pròpia com a medi més eficaç d'aprendre el castellà.
Un gruix de participants reclamaren decididament l'estudi i utilització del català i després del castellà a l'escola. Enfront d'aquests hi ha els que consideraven que era pedagògicament recomanable d'utilitzar solament el castellà.Tot i la prudència dels organitzadors, donada la situació política de la Restauració, fou impossible que el tema de la cinquena sessió es mantingués dins un estricte àmbit pedagògic.

## Dues resolucions
El congrés acordà dues resolucions sobre la qüestió:
1. La ciència pedagògica reclama que els nens siguin instruïts en la llengua que coneixen.
2. El millor procediment per ensenyar als nens la llengua castellana on aquesta no és la nativa consisteix en la pràctica i la comparació d'aquella amb la seva pròpia.
Aquestes dues conclusions no foren aprovades per unanimitat com a resultat de les discrepàncies que provocava alterar la castellanització total de l'escola. Des de 1868 l'anomenat bilingüisme escolar s'havia anat estenent per Catalunya, les Illes i València com una forma d'acomodació a la legalitat però, implícitament, no deixava d'assenyalar l'assimilació lingüística i cultural.
El congrés significà obrir un debat tècnic i públic sobre la llengua de l'escola i una constatació de les dificultats de l'escola com a agent de l'assimilisme cultural. Un pas qualitativament important dins el procés de quasi un segle per a la normalització de l'escola catalana.
Així mateix, els debats del congrés evidenciaren l'existència i oposició de dues concepcions entre el magisteri. Per una banda la que defensava una transformació i renovació de l'escola, de l'educació i de la societat. Per l'altre costat, els defensors de la pedagogia oficial impulsada pels governs de la Restauració, on el castellà era l'idioma oficial i simbòlic del poder.